# Petalesharo
Petalesharo (c. 1797 – c. 1832) est un chef pawnee principalement connu pour avoir porté secours à une jeune femme comanche qui allait être sacrifiée par son peuple — acte qui contribua à mettre un terme à cette pratique dans les rituels pawnees.
L'histoire circula bientôt dans l'Est des États-Unis et lorsque Petalesharo se rendit à Washington à l'automne 1821 avec une délégation de chefs des Grandes Plaines, il se vit remettre une médaille en argent par des étudiantes d'un séminaire féminin pour récompenser son acte de bravoure et le peintre Charles Bird King réalisa son portrait.